# Tallinna Jalgpalliklubi
Il Tallinna Jalgpalliklubi, conosciuto anche come TJK era una società calcistica estone di Tallinn.

## Storia
Fondata nel 1921, vinse due campionati estoni (nel 1926 e nel 1928) e due coppe estoni (nel 1938 e nel 1939) prima della seconda guerra mondiale.
Rifondato nel 2002 dai precedenti Tallinna Jalgpallikool e TJK-83, disputò quattro stagioni consecutive in Esiliiga, fino alla retrocessione nel 2005.
Dopo due stagioni di II Liiga, nel gennaio 2008 si fonde con il SK Legion Tallinn per dar vita al TJK Legion.

## Palmarès

### Competizioni nazionali
- Campionato estone: 2

1926, 1928
- Coppa d'Estonia: 2

1939, 1940

### Altri piazzamenti
- Campionato estone:

Secondo posto: 1921, 1927, 1929, 1935, 1938-1939
Terzo posto: 1930, 1931, 1933
- Coppa d'Estonia:

Finalista: 1937-1938